# Cubana-Flug 9646
Am 3. September 1989 verunglückte eine Il-62M der Cubana auf dem Cubana-Flug 9646 vom Flughafen Havanna mit dem Ziel Mailand über Flughafen Köln/Bonn. Alle 126 Insassen sowie 24 Menschen am Boden starben beim schwersten Flugunfall in Kuba.

## Flugzeug
Die ein Jahr alte Iljuschin Il-62M mit dem Luftfahrzeugkennzeichen CU-T1281 war mit vier Solowjow-D-30KU-Triebwerken ausgestattet und hatte bis zum Eintritt des Unfalls 1326 Flugstunden absolviert.

## Wetter
Das Wetter an diesem Tag war schlecht. Es zog ein stürmischer Regen auf. Der Himmel war zu 7/8 bedeckt, wobei sich die Wolken auf einer Höhe zwischen 540 und 600 m befanden. Der letzte Windcheck ergab, dass ein Ostwind mit 20 kn (37 km/h) bis 26 kn (48 km/h) wehte.

## Flugverlauf
Das Flugzeug sollte einen Charterflug von Havanna nach Mailand in Italien durchführen, mit einem planmäßigen Zwischenstopp in Köln/Bonn. Die Maschine startete um 18:56 Uhr Ortszeit von der Startbahn 05 und stieg zunächst auf 40 Meter. In dieser Höhe fuhren die Piloten das Fahrwerk ein und verringerten die Landeklappenstellung von 30° auf 15°. Nach Erreichen einer Flughöhe von 56 Meter sank die Maschine plötzlich, bis sie 67 Sekunden nach Beginn des Startlaufs circa 220 Meter hinter dem Bahnende auf die ILS-Antennen aufschlug. Das Flugzeug ging in Flammen auf, rutschte einen Hügel hinauf und zerbrach in mehrere Trümmerteile, die ein Wohngebiet trafen. Alle 126 Insassen sowie 24 Menschen am Boden kamen ums Leben. Ein zunächst überlebender 22-jähriger Insasse starb am 11. September, acht Tage nach dem Unglück.

## Ursache
Die Absturzursache waren Scherwinde und ein Downburst. Das Flugzeug wurde in einer Höhe von 56 Meter vom Downburst erfasst und nach unten gedrückt, wodurch es auf den Boden aufschlug.

## Ähnliche Fälle
- Delta-Air-Lines-Flug 191
- Martinair-Flug 495
- Pan-Am-Flug 759
- Aeroflot-Flug 4225
- USAir-Flug 1016
- Lufthansa-Flug 2904